# واتون، نورفک
latitudeواتون، نورفکlongitudeواتون، نورفک
واتون، نورفک (به انگلیسی: Watton, Norfolk) یک منطقهٔ مسکونی در انگلستان است که در شرق انگلستان واقع شده‌است.

## خصوصیات
واتون ۷٫۲۰ کیلومترمربع مساحت و ۶٬۸۱۹ نفر جمعیت دارد.